# Robert Faas
Robert Faas (* 3. April 1889 in Pforzheim; † 9. Januar 1966 in Heidelberg) war ein deutscher Fußballspieler. Der Torhüter des 1. FC Pforzheim absolvierte am 16. Mai 1910 in Duisburg bei einer 0:3-Niederlage gegen die Nationalmannschaft Belgiens sein einziges Länderspiel in der deutschen Fußballnationalmannschaft.

## Karriere

### Vereine
Faas folgte seinem älteren Bruder Emil, unterlegener Finalist um die Deutsche Meisterschaft 1906, als Torwart beim 1. FC Pforzheim nach und spielte auf der Position von 1907 bis 1914.
In der vom Süddeutschen Fußballverband in vier Bezirken ausgetragenen Meisterschaft kam er zunächst innerhalb des Südkreises, im Gau Mittelbaden zum Einsatz. Am Saisonende 1912/13 belegte er mit der Mannschaft nur aufgrund des schlechteren Torquotienten den zweiten Platz hinter dem FC Stuttgarter Cickers, der das Entscheidungsspiel um Platz 1 mit 2:0 und anschließend auch die Süddeutsche Meisterschaft gewann. In der Folgesaison widerfuhr ihm und seiner Mannschaft das gleiche Schicksal, mit dem Unterschied, dass das Entscheidungsspiel mit 0:4 verloren wurde. Zu seinen bekanntesten Mitspielern gehörten Arthur Hiller, Marius Hiller, Julius Fink, Paul Forell, Hermann Schweickert und Gustav Stöhr.

### Nationalmannschaft
Sein einziges Länderspiel für die A-Nationalmannschaft bestritt er am 16. Mai 1910 in Duisburg bei der 0:3-Niederlage gegen die Nationalmannschaft Belgiens.
Die unerwartete Niederlage war dem Umstand geschuldet, dass erst durch die zufällig auf der Tribüne sitzenden und auf das Spielfeld berufenen Vereinsspieler Alfred Berghausen, Andreas Breynck (Preußen Duisburg) sowie Lothar Budzinski-Kreth und Christian Schilling (Duisburger SpV) mit den sieben Nationalspielern, die eine Stunde vor Spielbeginn im Stadion waren, eine spielende Elf zusammenkam; organisatorische Mängel des DFB brachten es mit sich, dass das Finale um die Deutsche Fußballmeisterschaft 1910 am Tag vor dem Länderspiel in Köln zwischen dem Karlsruher FV und Holstein Kiel stattfand und deshalb kein Spieler des Endspiels an dem Länderspiel gegen Belgien teilnahm.

## Sonstiges
Faas, zum Wehrdienst eingezogen, überlebte als Soldat den Ersten Weltkrieg. Der Hinweis bei Bitter, Faas wäre im Jahre 1914 gefallen, hat sich durch die Nachforschungen von Tauber überholt.
Beim Freundschaftsspiel der deutschen Nationalmannschaft gegen Belgien am 8. März 1961 in Frankfurt am Main war Faas Ehrengast im Stadion.